# انعدام الأصابع
انعدام الأصابع (بالإنجليزية: Ectrodactyly)‏ هو مُصطلح يدلُ على نقص أو عدم وجود الأصابع الوسطى، واحد أو أكثر من اليد أو القدم ويعرف أيضًا باسم تشوه انقسام اليد/انقسام القدم (إس إتش إف إم) غالبًا ما تُوصف يدي وأقدام الأشخاص المصابين بانعدام الأصابع (اكترودكتايلي) على أنهم «يشبهون المخلب» ويمكن أن تشمل الإبهام وإصبع واحد آخر (عادةً الإصبع الصغير أو البنصر أو متلازمة التصاق الأصابع الإثنين) مع وجود تشوهات مماثلة في القدمين.
إنه شكل نادر من العيوب الخلقية التي يختل فيها تطور اليد، وفشل في تكوين النوع الأول - التوقف الطولاني. الخط الشعاعي الأوسط لليد يتأثر وعادةً ما يظهر دون وجود عيوب مباشرة في الأعصاب والأوعية والأوتار والعضلات والعظام على عكس الخلل الكعبري والزندي. تظهر اليد المشقوقة على شكل حرف V يقع في وسط اليد. يمكن أن تتلازم الأصابع الموجودة على حدود الشق، ويمكن أن يغيب واحد أو أكثر من الأصابع. في معظم الحالات، الإبهام والبنصر والإصبع الصغير هي الأجزاء الأقل تأثرًا في اليد. يتراوح معدل الإصابة باليد المشقوقة من 1 من كل 90,000 إلى 1 من كل 10,000 ولادة اعتمادًا على التصنيف المستخدم. يمكن أن تظهر اليد المشقوقة في طرف واحد أو الطرفين، ويمكن أن تظهر منفردة أو مرتبطة بمتلازمة أخرى.
يتميز تشوه انقسام اليد/انقسام القدم (إي إتش إف إم) بأشعة إصبعية مركزية ناقصة أو غائبة، وشقوق في اليدين والقدمين، والتصاق متغير للأصابع المتبقية. إس إتش إف إم هي حالة غير متجانسة ناتجة عن تشوهات في أحد المواضع المتعددة، بما في ذلك النوع الأول إس إتش إف إم 1 (على كروموسومات 7 كيو 21 - كيو 22)، النوع الثاني إس إتش إف إم 2 (إكس كيو 26)، والنوع الثالث إس إتش إف إم 3 (إف بي إكس دبليو 4/دكتايلن في كرموسوم 10 كيو 24)، والنوع الرابع إس إتش إف إم 4 (تي بّي 63 في كروموسوم 3 كيو 24)، والنوع الخامس إس إتش إف إم 5 (دي إل إكس 1 وَ دي إل إكس 2 في كروموسوم 2 كيو 31). يُعد إس إتش إف إم 3 فريدًا من حيث أنه ينتج عن ازدواجية كروموسوم دون مجهري في إف بي إكس دبليو 4/دكتايلن. يُعتبر إس إتش إف إم 3 انعدام أصابع «منفرد» ولا يُظهر طفرة في جين تي بّي 63.

## المظهر
انعدام الأصابع يمكن أن يكون سبب تغييرات مختلفة في كروموسوم 7 كيو. عندما يُبدَّل كروموسوم 7 كيو في حالة انعدام الأصابع عن طريق فقدانه أو تغيير موضعه يمكن أن يرتبط هذا أحيانًا بفقدان السمع. انعدام الأصابع، أو تشوه انقسام اليد/ انقسام القدم (إس إتش إف إم) من النوع الأول هو الشكل الوحيد من أشكال اليد المشقوقة/التشوه المرتبط بفقدان السمع الحسي العصبي.